# کلمیمه
کلمیمه (به فرانسوی: Goulmima) یک منطقهٔ مسکونی در مراکش است که در استان الرشیدیه واقع شده‌است. کلمیمه ۱۷٬۹۵۲ نفر جمعیت دارد و ۱٬۰۱۸ متر بالاتر از سطح دریا واقع شده‌است.